# جیسون کریو
جیسون کریو (انگلیسی: Jason Crew؛ زاده ۲۷ فوریهٔ ۱۹۸۲) یک بازیگر پورنوگرافی اهل ایالات متحده آمریکا است.